# Julgamentos por traição em 1794

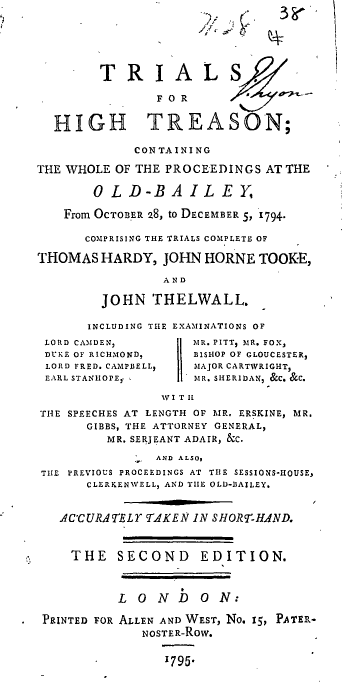
Relato de Thomas Hardy dos julgamentos (segunda edição).

Os julgamentos por traição de 1794, organizados pela administração de William Pitt, pretendiam paralisar o movimento radical britânico da década de 1790. Mais de trinta radicais foram presos; três foram julgados por alta traição no Reino Unido: Thomas Hardy, John Horne Tooke e John Thelwall. Em um repúdio às políticas do governo, eles foram absolvidos por três júris separados em novembro de 1794 para regozijo público. Os julgamentos de traição foram uma extensão dos julgamentos de rebelião de 1792 e 1793 contra reformadores parlamentares na Inglaterra e na Escócia.

## Contexto
Os antecedentes que contextualizam os julgamentos por traição é complexo; envolve não apenas os esforços de reforma parlamentar britânica das décadas de 1770 e 1780, mas também a Revolução Francesa. Nas décadas de 1770 e 1780, houve um esforço entre os membros do Parlamento de mentalidade liberal para reformar o sistema eleitoral britânico. Um número desproporcionalmente pequeno de eleitores votou nos parlamentares e muitos assentos foram comprados. Christopher Wyvill e William Pitt, o Novo, defenderam o aumento de assentos na Câmara dos Comuns do Reino Unido, enquanto Duque de Richmond e John Cartwright defenderam uma reforma mais radical: "o pagamento dos parlamentares, o fim da corrupção e do clientelismo nas eleições parlamentares (em parte para permitir a rápida remoção de parlamentares corruptos) e, de forma proeminente e mais controversa, o sufrágio universal da masculinidade". Ambos os esforços falharam e o movimento reformista parecia moribundo em meados da década de 1780.
Uma vez que a revolução na França começou a demonstrar o poder do clamor popular, o movimento reformista britânico foi revigorado. Grande parte do vigoroso debate político na década de 1790 na Grã-Bretanha foi desencadeado pela publicação de Reflexões sobre a Revolução na França (1790), de Edmund Burke. Surpreendendo seus amigos e inimigos, Burke, que havia apoiado a Revolução Americana, criticou a Revolução Francesa e os radicais britânicos que haviam saudado seus estágios iniciais. Enquanto os radicais viam a revolução como análoga à Revolução Gloriosa da Grã-Bretanha em 1688, que havia restringido os poderes da monarquia, Burke argumentou que a analogia histórica apropriada era a Guerra Civil Inglesa (1642–1651), na qual Carlos I havia sido executado em 1649. Ele via a Revolução Francesa como a derrubada violenta de um governo legítimo. Em Reflexões, ele argumenta que os cidadãos não têm o direito de se revoltar contra seu governo, porque as civilizações, incluindo os governos, são resultado de consensos sociais e políticos. Se as tradições de uma cultura fossem desafiadas, o resultado seria uma anarquia sem fim. Houve uma resposta imediata dos apoiadores britânicos da revolução francesa, mais notavelmente por parte da Mary Wollstonecraft em Uma Reivindicação dos Direitos dos Homens, além de Thomas Paine em Rights of Man. Nesta animada guerra de panfletos, agora conhecida como a "Controvérsia da Revolução", comentaristas políticos britânicos abordaram temas que vão desde o governo representativo aos direitos humanos e à separação entre Igreja e Estado.
Em 1792 foi o "annus mirabilis do radicalismo do século XVIII": seus textos mais importantes, como Rights of Man foram publicados e a influência das associações radicais estava no auge. De fato, foi a partir desta publicação que tais associações começaram a proliferar. Os grupos mais significativos, formados por artesãos, comerciantes e outros de classe média e baixa, foram a Sociedade de Informação Constitucional de Sheffield, a London Corresponding Society (LCS) e a Society for Constitutional Information (SCI).  Mas foi só quando esses grupos formaram uma aliança com a mais refinada Sociedade dos Amigos do Povo que o governo ficou preocupado. Quando essa simpatia se tornou conhecida, o governo emitiu uma proclamação real contra esses movimentos em 21 de maio de 1792. Em um aumento dramático em comparação com o resto do século, houve mais de 100 processos por sedição apenas na década de 1790. O governo britânico, temendo uma revolta semelhante à Revolução Francesa, tomou medidas ainda mais drásticas para reprimir os radicais. Eles fizeram um número crescente de prisões políticas e se infiltraram nos grupos radicais; eles ameaçaram "revogar os direitos dos manifestantes que continuaram a acolher uma sociedade politizada para discutir sobre a literatura reformista"; apreenderam a correspondência de "suspeitos dissidentes"; e eles apoiaram grupos que interromperam eventos radicais e atacaram radicais na imprensa. Além disso, o governo britânico iniciou a Lei de Estrangeiros de 1793 para regular a entrada de imigrantes na Grã-Bretanha. Essencialmente, a lei obrigava que os estrangeiros fossem registrados para a chegada, e se registrassem na justiça local da paz. Especificamente, os imigrantes eram obrigados a fornecer seus nomes, cargos, ocupações e endereços. No geral, a Lei de Estrangeiros reduziu o número de imigrantes na Grã-Bretanha por medo de que um deles pudesse ser um espião indesejado. Os radicais viram esse período como "a instituição de um sistema de terror, quase tão hediondo em suas características, quase tão gigantesco em sua estatura e infinitamente mais pernicioso em sua tendência, do que a França jamais conheceu".

## Os julgamentos de Paine, Frost e Eaton

### Thomas Paine

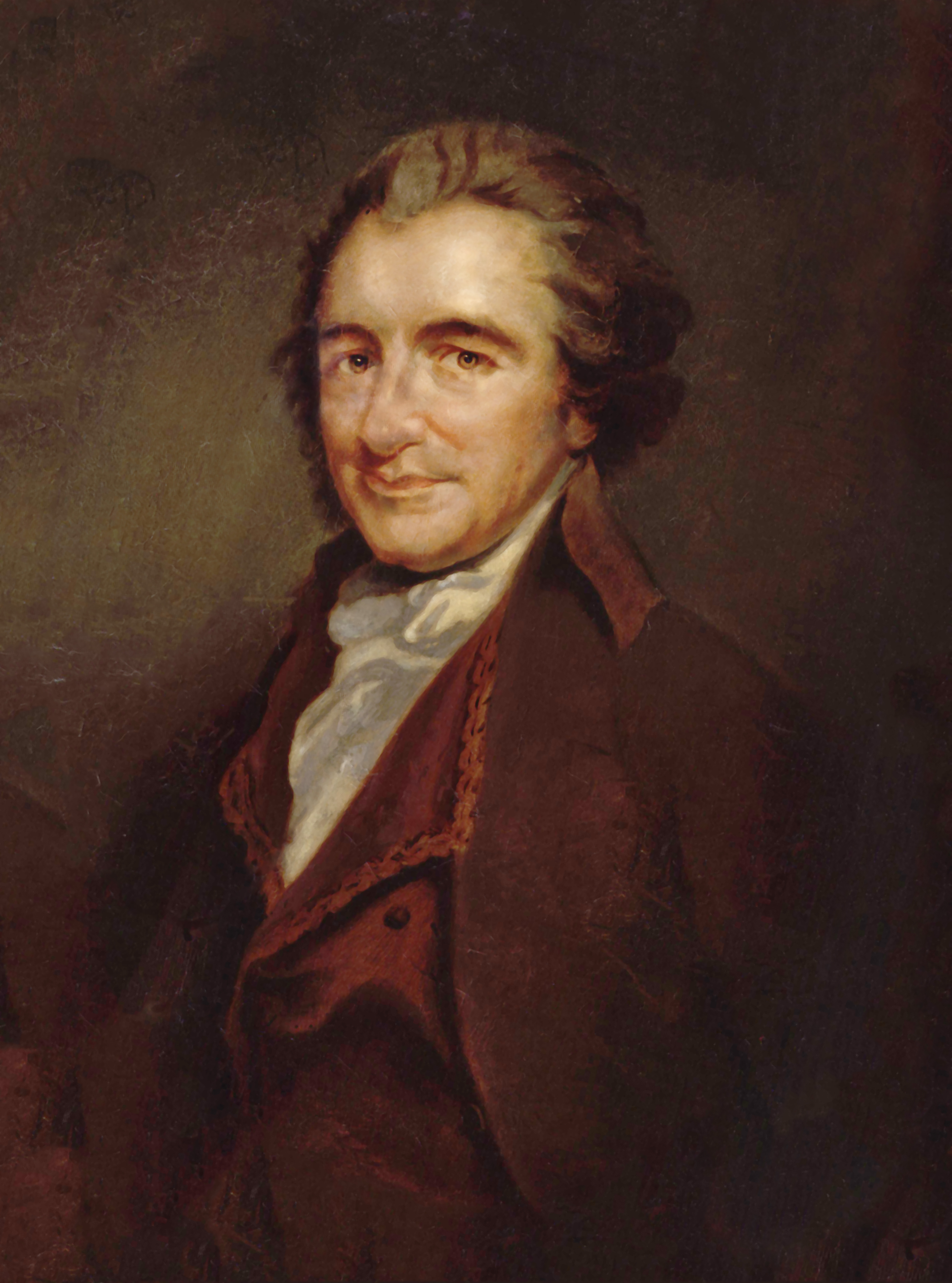
Thomas Paine: uma pintura de Auguste Millière (1880), uma gravura de William Sharp após um retrato de George Romney (1792).

A administração não começou imediatamente a processar todos os seus detratores depois que a proclamação contra os escritores foi emitida. Embora o escritor de Paine, JS Jordan, tenha sido indiciado por rebelião por publicar os Direitos do Homem em maio de 1792, o próprio Paine não foi acusado até que a proclamação real fosse promulgada. Mesmo assim, o governo não o perseguiu ativamente, além de espioná-lo e continuar sua campanha de propaganda contra "Tom Louco". O julgamento de Paine foi adiado para dezembro e ele fugiu para a França nos meses seguintes, aparentemente com a aprovação do governo, que estava mais interessado em livrar-se de um cidadão tão problemático do que julgá-lo pessoalmente. Além disso, com medo de que Paine pudesse usar seu julgamento como plataforma política, o governo pode não querer processá-lo pessoalmente.
Quando o julgamento ocorreu em 18 de dezembro de 1792, seu resultado foi uma conclusão precipitada. O governo, sob a direção de Pitt, vinha criticando Paine nos jornais há meses, e o juiz de primeira instância negociou com eles os argumentos da promotoria com antecedência. O radical Thomas Erskine defendeu Paine argumentando que seu panfleto fazia parte de uma honrosa tradição inglesa de filosofia política que incluía os escritores de John Milton, John Locke e David Hume; ele também apontou que Paine estava respondendo ao trabalho filosófico de um parlamentar, Burke. O procurador-geral argumentou que o panfleto era destinado a leitores "cujas mentes não podem estar familiarizadas com assuntos desse tipo" e citou seu preço barato como prova de sua falta de intenção séria. A promotoria nem precisou refutar os argumentos de Erskine; o júri informou ao juiz que já havia decidido que Paine era culpado.

### John Frost
John Frost era membro do SCI, ex-associado de Pitt, advogado e amigo de Paine. Em 6 de novembro de 1792, ele se envolveu em uma disputa com um amigo sobre a revolução francesa em uma taverna e foi ouvido dizer "Igualdade e nenhum rei". Esta disputa foi relatada por publicanos a informantes do governo. Quando Frost foi a Paris no final daquele mês, o governo o declarou fora da lei e o encorajou a permanecer na França. Frost, desafiando o governo a agir, voltou e se entregou às autoridades. Começaram a circular sugestões, tanto do governo quanto de fontes radicais, de que o governo estava envergonhado de processar Frost por causa de sua antiga amizade com Pitt. Mas em 27 de maio, ele foi levado a julgamento por rebelião. Erskine defendeu Frost, argumentando que não havia intenção sediciosa em sua declaração, seu cliente estava bêbado, ele estava em uma discussão acalorada e ele estava em um espaço privado (a taverna). O procurador-geral sustentou que Frost "era um homem cuja intenção sediciosa foi levada com ele aonde quer que fosse". O júri o condenou.

### Daniel Isaac Eaton
Daniel Isaac Eaton, o editor do popular periódico Politics for the People, foi preso em 7 de dezembro de 1793 por publicar uma declaração de John Thelwall, um conferencista e debatedor radical. Thelwall fez um discurso que incluía uma anedota sobre um galo de jogo tirânico chamado "Rei Chanticleer", que foi decapitado por seu despotismo e Eaton o reimprimiu. Eaton foi preso por três meses antes de seu julgamento em um esforço para falir ele e sua família. Em fevereiro de 1794, ele foi levado a julgamento e defendido por John Gurney. Gurney argumentou que o comentário era uma acusação à tirania em geral ou a Luís XVI, o rei da França, e anunciou sua consternação de que alguém pudesse pensar que o autor se referia a Jorge III. "Gurney chegou a sugerir descaradamente que era o procurador-geral o culpado de difamação sediciosa; ao fornecer essas insinuações, ele, não Eaton ou Thelwall, representou George III como um tirano." Todos riram ruidosamente e Eaton foi absolvido; o número de membros das sociedades radicais disparou.

## Julgamentos de traição de 1794

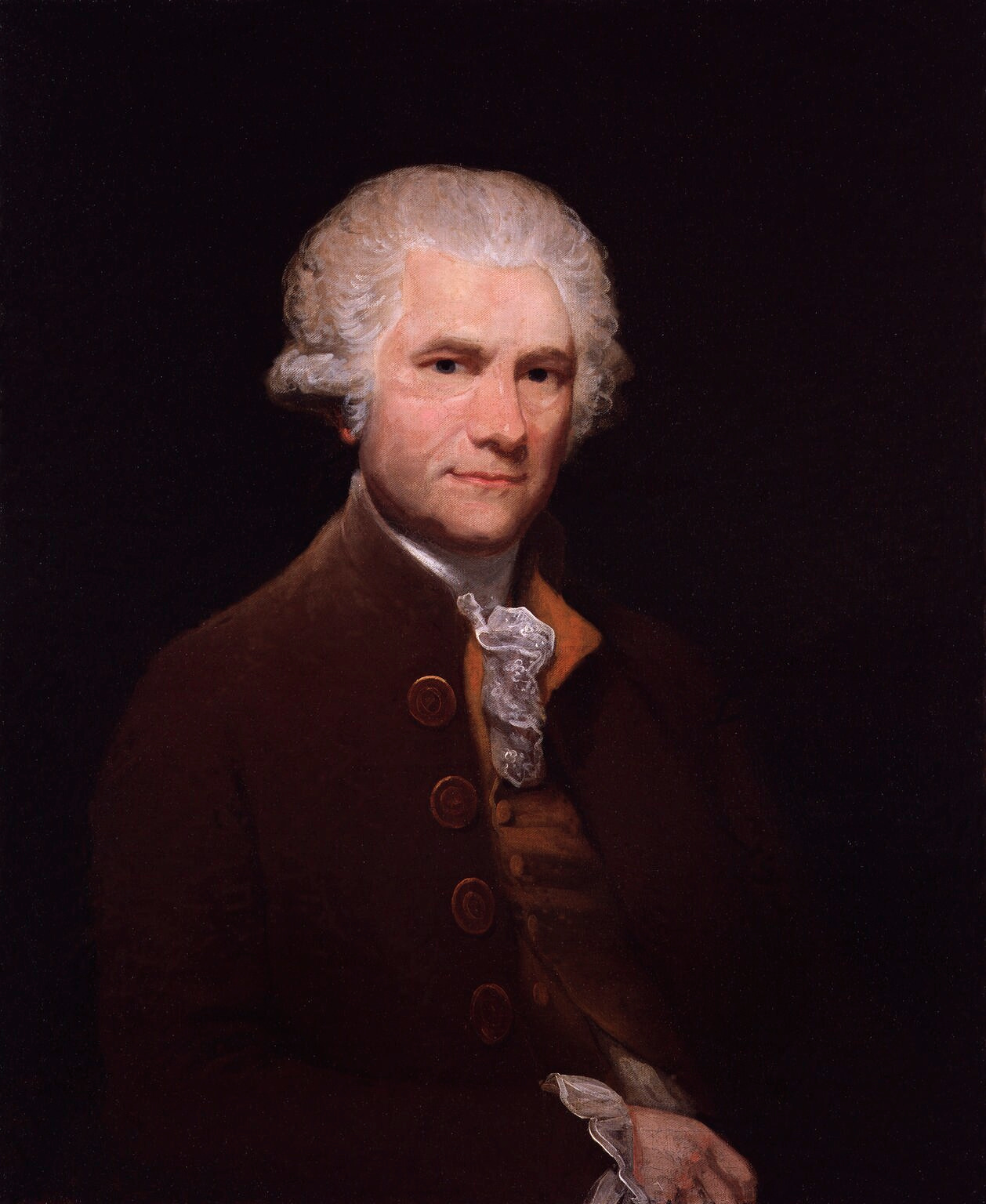
John Horne Tooke, um dos envolvidos no julgamento.

As sociedades radicais estavam desfrutando brevemente de um aumento no número de membros e influência. No verão de 1793, vários deles decidiram se reunir em Edimburgo para decidir como convocar "um grande Corpo do Povo" para convencer o parlamento a se reformar, já que não parecia disposto a se reformar. O governo viu esta assembleia como uma tentativa de criar um anti-parlamento. Na Escócia, três líderes da convenção foram julgados por rebelião e condenados a quatorze anos de serviço em Botany Bay. Sentenças tão duras chocaram a nação e, embora inicialmente as sociedades acreditassem que uma insurreição poderia ser necessária para resistir a um governo tão autoritário, sua retórica nunca se materializou em uma rebelião armada real. Algumas das sociedades fizeram planos para se reunir novamente se o governo se tornasse mais hostil (por exemplo, se suspendesse o habeas corpus). Em 1794, circulou um plano para se reunir novamente, mas nunca saiu do papel. O governo, no entanto, assustado, prendeu seis membros do SCI e 13 membros do LCS por suspeita de "práticas de traição" ao conspirar para assumir "uma pretensa convenção geral do povo, em desrespeito e desafio à autoridade do parlamento, e em princípios subversivos das leis e da constituição existentes, e diretamente tendentes à introdução daquele sistema de anarquia e confusão que fatalmente prevaleceu na França". Mais de trinta homens foram presos ao todo. Das pessoas presas estavam Thomas Hardy, secretário da LCS; o linguista John Horne Tooke ; o romancista e dramaturgo Thomas Holcroft (preso em outubro); o ministro unitarista Jeremiah Joyce ; escritor e conferencista John Thelwall ; livreiro e panfletário Thomas Spence; e, posteriormente, o historiador John Baxter.
Após as prisões, o governo formou dois comitês secretos para estudar os papéis que haviam apreendido nas casas dos radicais. Após o primeiro relatório do comitê, o governo britânico apresentou um projeto de lei na Câmara dos Comuns para suspender o habeas corpus; assim, os presos por suspeita de traição poderiam ser mantidos sem fiança ou acusação até fevereiro de 1795. Em junho de 1794, o comitê emitiu um segundo relatório, afirmando que as sociedades radicais planejavam pelo menos "intimidar" o soberano e o Parlamento com a demonstração de "um grande corpo do povo", se não derrubar o governo e instalar uma república ao estilo francês. Eles alegaram que as sociedades tentaram montar um grande arsenal para esse fim, mas nenhuma evidência foi encontrada para isso. Eles foram acusados de uma variedade de crimes, mas difamação sediciosa e traição eram os mais graves. O governo propagou a noção de que os radicais haviam cometido um novo tipo de traição, o que chamavam de traição "moderna" ou "francesa". Enquanto os réus anteriores tentaram substituir um rei por outro de outra dinastia, esses democratas queriam derrubar todo o sistema monárquico e remover completamente o rei. "A traição francesa moderna, ao que parecia, era diferente, era pior do que a antiga traição inglesa"  O estatuto de traição, o do Ato de Eduardo III de 1351, não se aplicava bem a esse novo tipo de traição. O procurador-geral Sir John Scott, que processaria Hardy e Horne Tooke, "decidiu basear a acusação na acusação de que as sociedades estavam envolvidas em uma conspiração para guerrear contra o rei, que pretendiam subverter a constituição, depor o Rei, e matá-lo; e para isso, e com Força e Armas, conspiraram para excitar a insurreição e a rebelião" (grifo no original).
Inicialmente os homens foram confinados à Torre de Londres, mas foram transferidos para a prisão de Newgate. Os acusados de traição enfrentaram a punição brutal de enforcamento, desenho e esquartejamento se condenados: cada um teria sido "enforcado pelo pescoço, cortado enquanto ainda vivo, estripado (e suas entranhas queimadas diante de seu rosto) e depois decapitado e esquartejado". Todo o movimento radical também estava sendo julgado; havia supostamente 800 mandados que estavam prontos para serem executados quando o governo ganhasse o caso.

### Thomas Hardy
O julgamento de Hardy foi o primeiro; sua esposa havia morrido enquanto ele estava na prisão, gerando apoio para ele entre a população. Thomas Erskine, defendendo novamente, argumentou que os radicais não haviam proposto nada mais do que o Duque de Richmond (agora um anti-reformista) tinha na década de 1780 e "seu plano para uma convenção de delegados foi emprestado de um plano semelhante avançado pelo próprio Pitt". O governo não pôde fornecer nenhuma evidência real de uma insurreição armada. A declaração de abertura do Procurador-Geral durou nove horas, levando o ex-Lord Chancellor Lord Thurlow a comentar que "não houve traição". A traição deve ser "clara e óbvia"; o grande teórico do direito Edward Coke havia argumentado que a traição deveria ser determinada "não com base em conjecturas [sic], presunções, ou inferências, ou tensões de inteligência, mas mediante prova boa e suficiente". Parte da defesa efetiva de Erskine foi arquivar o caso da promotoria, já que se baseava em "forças de inteligência" ou "imaginação" (um jogo de palavras do próprio estatuto). Ele alegou, como nos julgamentos anteriores, que era a acusação que estava "imaginando a morte do rei" e não a defesa. Seu interrogatório dos espiões da promotoria também ajudou a demolir o caso; ele "interrogou essas testemunhas em um tom de descrença desdenhosa e conseguiu desacreditar muitas de suas evidências". Após um julgamento de nove dias, que foi excepcionalmente longo para a época, ele foi absolvido. O capataz do júri desmaiou depois de dar seu veredicto de inocente, e a multidão entusiasticamente carregou Hardy pelas ruas de Londres.
Em seus discursos, Erskine enfatizou que as organizações radicais, principalmente a London Corresponding Society e a Society for Constitutional Information, estavam dedicadas a uma revolução de ideias, não a uma revolução violenta – elas incorporavam os novos ideais do iluminismo. Erskine foi ajudado em sua defesa por panfletos como o Cursory Strictures, de William Godwin, sobre a acusação entregue pelo Lord Chief Justice Eyre ao Grande Júri, em 2 de outubro de 1794.

### John Horne Tooke

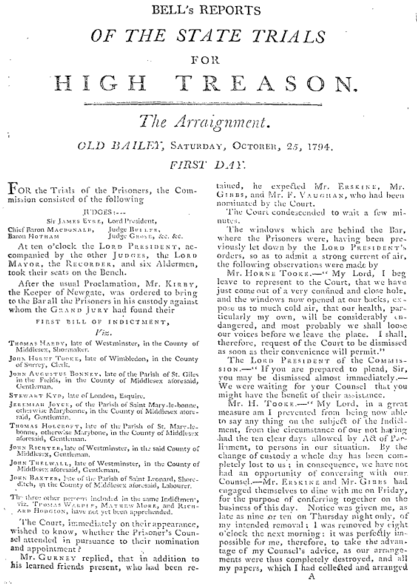
Transcrição de Bell nos julgamento.

O julgamento de John Horne Tooke seguiu-se ao de Hardy, no qual Pitt foi forçado a testemunhar e admitir que ele próprio havia participado de reuniões radicais. Ao longo do julgamento, Horne Tooke "combinou a afetação do tédio com uma sagacidade irreverente". Um observador observou que quando perguntado pelo tribunal se ele seria julgado "por Deus e seu país", ele "olhou para o tribunal por alguns segundos com um ar de significância que poucos homens são tão capazes de assumir, e balançando a cabeça, enfaticamente respondeu "Eu seria provado por Deus e meu país, mas—!". Depois de um longo julgamento, ele também foi absolvido.
Todos os outros membros do SCI foram libertados após esses dois julgamentos, pois ficou óbvio para o governo que eles não receberiam nenhuma condenação.

### John Thelwall
John Thelwall foi julgado por último; o governo se sentiu forçado a julgá-lo porque a imprensa legalista havia argumentado que seu caso era particularmente forte. Enquanto aguardava julgamento, ele escreveu e publicou poesias denunciando todo o processo. Durante o julgamento de Thelwall, vários membros da London Corresponding Society testemunharam que Thelwall e os outros não tinham planos concretos para derrubar o governo e que os detalhes de como a reforma deveria ser alcançada eram uma "reflexão tardia". Isso minou as alegações da promotoria de que a sociedade era responsável por fomentar a rebelião. Thelwall também foi absolvido, após o que o restante dos casos foi arquivado.

## Literatura experimental
Todos esses julgamentos, tanto os de 1792 quanto os de 1794, foram publicados como parte de um gênero do século XVIII chamado "literatura de julgamento". Muitas vezes, várias versões de julgamentos famosos eram publicadas e, como os taquigráficos nem sempre eram precisos, os relatos discordam. Além disso, as contas às vezes eram alteradas por um lado ou outro. É importante ressaltar que aqueles no tribunal sabiam que suas palavras seriam publicadas. Na Escócia, um dos líderes acusados da conspiração disse: "O que eu disser neste dia não ficará confinado dentro dessas paredes, mas se espalhará por toda parte". De fato, o governo pode ter resistido a tentar Paine até que ele deixasse o país por causa do notório poder de sua caneta.

## Consequências

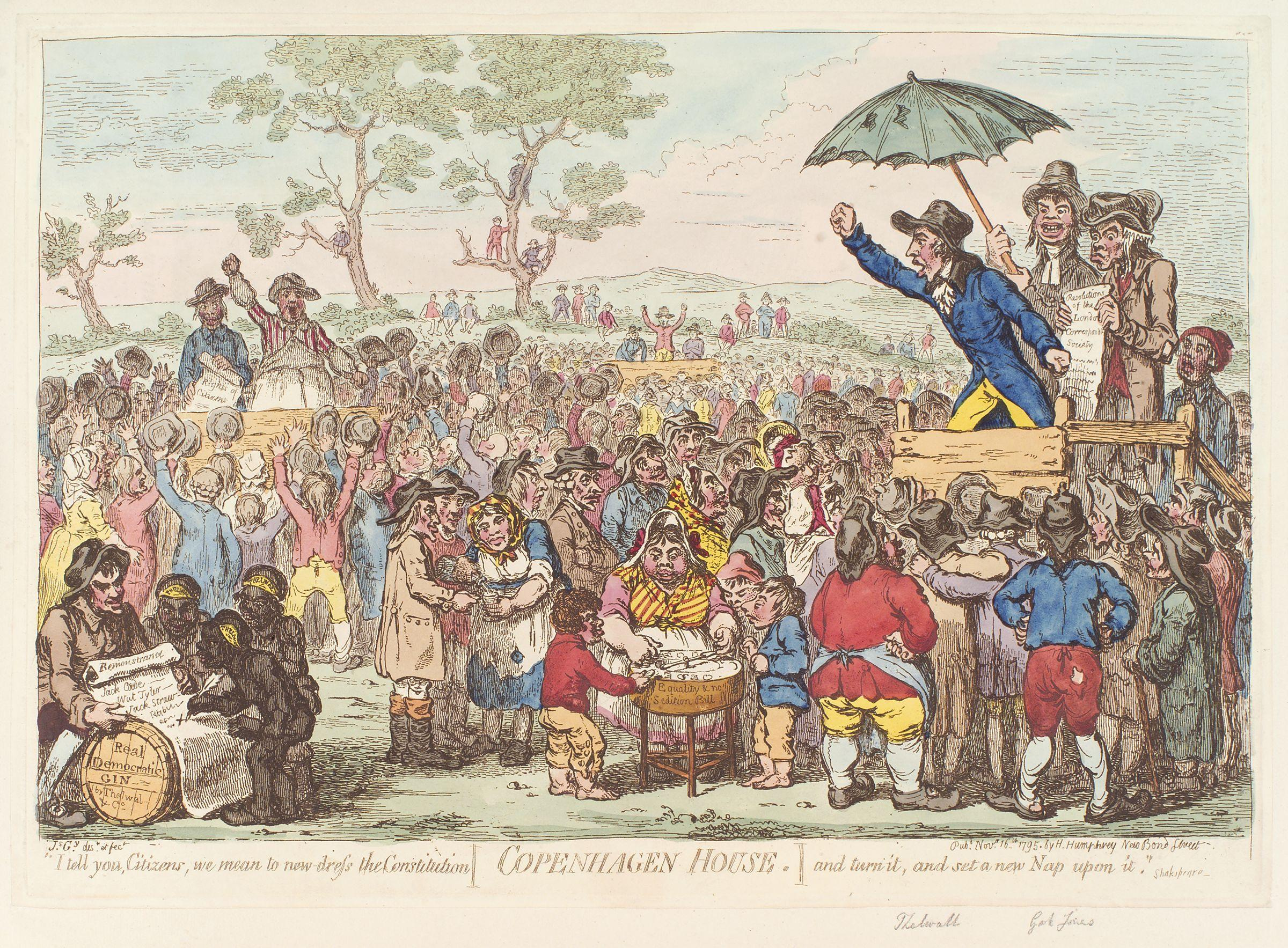
Caricatura de James Gillray de Thelwall falando em Copenhagen Fields em 26 de outubro de 1795.

Embora todos os réus dos julgamentos de traição tivessem sido absolvidos, a administração e os legalistas assumiram que eram culpados. O secretário de guerra William Windham referiu-se aos radicais como "criminosos absolvidos" e William Pitt e o procurador-geral os chamaram de "moralmente culpados". Houve um amplo acordo de que eles saíram porque o estatuto de traição estava desatualizado. Quando, em outubro de 1795, multidões jogaram lixo no rei e o insultaram, exigindo o fim da guerra com a França e preços mais baixos do pão, o Parlamento aprovou os "atos de engasgos" (a Lei das Reuniões Sediciosas e a Lei de Práticas Traiçoeiras, também conhecidas como os "Dois Atos"). Sob essas novas leis, era quase impossível ter uma reunião pública e o discurso em tais reuniões foi severamente restringido. Como resultado desses atos legislativos, sociedades que não estavam diretamente envolvidas com os julgamentos de traição, como a Sociedade dos Amigos do Povo, foram dissolvidas. O "radicalismo" britânico encontrou um sério revés durante esses anos, e só uma geração depois é que qualquer reforma real pôde ser decretada. Os julgamentos, embora não fossem vitórias do governo, serviram ao propósito a que se destinavam — todos esses homens, exceto Thelwall, retiraram-se da política radical ativa, assim como muitos outros temerosos de retribuição governamental. Poucos tomaram seu lugar.